# Barbados en los Juegos Olímpicos de Seúl 1988
Barbados estuvo representado en los Juegos Olímpicos de Seúl 1988 por un total de 17 deportistas, 16 hombres y una mujer, que compitieron en 7 deportes.
El portador de la bandera en la ceremonia de apertura fue el atleta Elvis Forde. El equipo olímpico barbadense no obtuvo ninguna medalla en estos Juegos.